# Puig de la Misericòrdia
El puig de la Misericòrdia o puig de la Misericòrdia de Sant Sebastià és una muntanya del País Valencià. Es troba a la província de Castelló, a la comarca del Baix Maestrat.

## Particularitats
Aquesta muntanya de poca altitud és una petita alineació muntanyosa que s'alça uns 4,5 km al nord-oest de Vinaròs. És de forma allargada i orientada del nord-oest al sud-est. Es troba coberta de vegetació mediterrània, amb alguns boscos de pins.
Hi ha l'ermita de la Mare de Déu de la Misericòrdia i Sant Sebastià, així com una creu de grans dimensions a l'extrem oriental del puig. La creu es troba dins d'una zona de jardins que forma part del conjunt de l'ermita. Hi ha també unes antenes a la part occidental de la carena.
Al puig de la Misericòrdia hi ha un antic poblat ibèric, igual que als veïns jaciments de la Tossa Alta i del puig de la Nau a Benicarló i els de la Cogula a Ulldecona, i la Moleta del Remei a Alcanar,
on s'han trobat importants jaciments arqueològics amb fins i tot material d'origen etrusc.
Hi ha també una urbanització a la zona oriental del puig, a la vora de la carretera d'accés.